# 潘漢
潘漢（1475年—？），字朝宗，浙江台州府天台縣人，軍籍，明朝政治人物。

## 生平
弘治十四年（1501年）辛酉科浙江鄉試第五十五名舉人。正德六年（1511年）中式辛未科會試第三百二十七名，登第三甲第五十一名進士。

## 家族
曾祖潘尚隱；祖父潘朋美；父潘永華，母孫氏。永感下。